# Кривень Микола Васильович
Мико́ла Васи́льович Кри́вень (псевдо: «Лесик», «Лесь»; *1922, с. Липівка, Рогатинська міська громада, Івано-Франківський р-н., Івано-Франківська обл. — ?) — лицар Бронзового хреста заслуги УПА.

## Життєпис
Охоронець керівника Рогатинського надрайонного проводу ОУН Олексія Демського — «Шувара». 18.09.1954 р. у с. Кореличі Перемишлянського р-ну Львівської обл. захоплений у полон оперативною групою КДБ. Засуджений на 25 років ВТТ. Покарання відбував у Московській обл. У рідне село повернувся в 1970 р. Старший вістун УПА (1953).

## Нагороди

Стоїть другий ліворуч Федір Наритник, стоїть посередині Олекса Демський, сидить праворуч Микола Кривень

- Згідно з Наказом Головного військового штабу УПА від 1953 р. старший вістун УПА, охоронець Рогатинського надрайонного проводу ОУН Микола Кривень — «Лесик» нагороджений Бронзовим хрестом заслуги УПА.

## Вшанування пам'яті
- 3.10.2019 р. від імені Координаційної ради з вшанування пам'яті нагороджених Лицарів ОУН і УПА у м. Рогатин Івано-Франківської обл. Бронзовий хрест заслуги УПА (№ 070) переданий Галині Несімук, онуці Миколи Кривня — «Лесика».